# Javanische Warzenschlange
|  | Dieser Artikel wurde aufgrund von formalen oder inhaltlichen Mängeln in der Qualitätssicherung Biologie im Abschnitt „Reptilien“ zur Verbesserung eingetragen. Dies geschieht, um die Qualität der Biologie-Artikel auf ein akzeptables Niveau zu bringen. Bitte hilf mit, diesen Artikel zu verbessern! Artikel, die nicht signifikant verbessert werden, können gegebenenfalls gelöscht werden. Lies dazu auch die näheren Informationen in den Mindestanforderungen an Biologie-Artikel. Begründung: Vollprogramm |

Die Javanische Warzenschlange (Acrochordus javanicus), auch bekannt als Elefantenrüsselschlange oder Java-Warzenschlange, ist eine Schlangenart aus der Familie der Warzenschlangen, einer Familie nicht giftiger Wasserschlangen.

## Merkmale
Acrochordus javanicus besitzt einen breiten und flachen Kopf, und ihre Nasenlöcher befinden sich oben auf dem Kopf. Diese Kopfbesonderheiten verleihen A. javanicus eine gewisse Ähnlichkeit mit Boas. Allerdings ist ihr Kopf nur so breit wie ihr Körper. Weibchen sind größer als Männchen und die maximale Gesamtlänge eines Individuums beträgt 2,4 m. Die Rückseite des Schlangenkörpers ist braun und die Bauchseite ist blassgelb.
Die Haut ist schlaff und locker, sodass der Eindruck entsteht, dass sie für das Tier zu groß ist. Die Haut ist mit kleinen, rauen Schuppen bedeckt. Die Haut wird auch in der Gerbereiindustrie verwendet.
Die Oberseite des Kopfes hat keine großen Schilde, sondern ist stattdessen mit sehr kleinen körnigen Schuppen bedeckt. Es gibt keine Bauchschuppen. Die Körperschuppen verlaufen in etwa 120 Reihen um den Körper. Der Körper ist stämmig und der Schwanz ist kurz und zum Greifen geeignet. Die Javanische Warzenschlange ist an ein Leben unter Wasser angepasst.

## Fortpflanzung
Die Schlange ist lebendgebärend. Die Inkubationszeit beträgt 5 bis 6 Monate, und das Weibchen bringt 6 bis 17 Jungtiere zur Welt.

## Verbreitung und Lebensraum
Acrochordus javanicus ist eine aquatische Schlange. Sie bewohnt hauptsächlich Küstengebiete wie Flussmündungen und Lagunen, sie kommt aber auch in Flüssen vor. Sie bevorzugt Süßwasser- und Brackwasserumgebungen. Die Art ist in Südostasien westlich der Wallace-Linie verbreitet. Sie kommt im südlichen Thailand, an der Westküste von Malaysia, in Singapur, auf Borneo (Kalimantan, Sarawak) sowie auf mehreren indonesischen Inseln wie Java, Sumatra und möglicherweise auch Bali vor. Es wird auch vermutet, dass sie in Kambodscha und Vietnam vorkommt, obwohl diese Annahme von der IUCN nicht bestätigt wird.

## Verhalten
Die Javanische Warzenschlange ist ein Lauerjäger und ernährt sich hauptsächlich von Fischen und Amphibien. Sie fängt ihre Beute, indem sie ihren Körper fest um sie herumwickelt. Ihre lockere, schlaffe Haut und ihre scharfen Schuppen verhindern ein Entkommen der Beute, insbesondere bei Fischen, die mit einer schützenden Schleimschicht bedeckt sind. Die Javanische Warzenschlange ist nachtaktiv und verbringt die meiste Zeit ihres Lebens im Wasser. Sie geht selten an Land und kann bis zu 40 Minuten unter Wasser bleiben.